# Анзак-Парейд
Анзак-Парейд — улица в австралийской столице Канберре, используемая для торжественных мероприятий и являющаяся местом расположения крупных военных мемориалов.
Названа в честь Австралийского и новозеландского армейского корпуса (АНЗАК), сформированного во время Первой мировой войны. На юге улица переходит в Галлиполи-Рич на берегу озера Берли-Гриффин, на севере — в Австралийский военный Мемориал. Улица проходит по линии, соединяющей здание парламента Австралии и гору Эйнсли, и делит так называемый Парламентский треугольник на две равные части.
По сторонам Анзак-Парейд высажены эвкалипты. Две трёхполосные автомобильные дороги для движения с односторонним движением разделены широкой средней часть, на которой расположены клумбы с невысокими кустами хебе. Эвкалипты имеют австралийское происхождение, хебе привезены из Новой Зеландии. Соседние улицы — Анзак-Парк-Вест и Анзак-Парк-Ист — проходят параллельно Анзак-Парейд.
В День АНЗАК (25 апреля) и другие дни торжеств Анзак-Парейд и прилегающие улицы могут быть перекрыты для проведения парада и шествия организованных групп военнослужащих и ветеранов. Движение может проходить как по автомобильным дорогам, так и по центральной части.

## Мемориалы
|                                            |                                            |                                            |
| Лаймстоун-авеню (круг) Ферберн-авеню       | Лаймстоун-авеню (круг) Ферберн-авеню       | Лаймстоун-авеню (круг) Ферберн-авеню       |
|                                            | Анзак-Парейд                               |                                            |
| незанято                                   | Анзак-Парейд                               | незанято                                   |
|                                            | Анзак-Парейд                               |                                            |
|                                            | Анзак-Парейд                               |                                            |
|                                            | Анзак-Парейд                               |                                            |
|                                            | Анзак-Парейд                               |                                            |
|                                            | Анзак-Парейд                               |                                            |
|                                            | Анзак-Парейд                               |                                            |
| Конститьюшен-авеню                         | Конститьюшен-авеню                         | Конститьюшен-авеню                         |
|                                            |                                            |                                            |
| парковые дорожки (фонтан) парковые дорожки | парковые дорожки (фонтан) парковые дорожки | парковые дорожки (фонтан) парковые дорожки |
| служебная дорога/парковка                  | служебная дорога/парковка                  | служебная дорога/парковка                  |
| незанято                                   | терраса                                    |                                            |
| озеро Берли-Гриффин                        | озеро Берли-Гриффин                        | озеро Берли-Гриффин                        |
| ------------------------------------------ | ------------------------------------------ | ------------------------------------------ |